# Siergiej Kowalow (polityk)
Siergiej Adamowicz Kowalow (ros. Сергей Адамович Ковалёв; ur. 2 marca 1930 w Seredynie-Budzie, zm. 9 sierpnia 2021 w Moskwie) – radziecki i rosyjski naukowiec, działacz na rzecz praw człowieka, polityk oraz radziecki dysydent. W polskich mediach utarła się też niezgodna z zasadami transkrypcja nazwiska „Kowaliow”.

## Życiorys

### Młodość i początki kariery
W 1932 roku rodzina Kowalowa przeprowadziła się do Podlipek – wioski nieopodal Moskwy. W 1954 ukończył studia na Uniwersytecie Moskiewskim. Jako biofizyk, był autorem ponad 60 publikacji naukowych. Od połowy lat 50. sprzeciwiał się błędnym teoriom Trofima Łysenki, oficjalnie popieranym przez KPZR.
W 1969 założył pierwszą w ZSRR organizację obrony praw człowieka – Grupę Inicjatywną dla Obrony Praw Człowieka w ZSRR. W późniejszym okresie jego losy łączyły się głównie z ruchami dysydenckimi na Litwie. Kowalow aktywnie publikował w periodykach podziemnych, takich jak moskiewska „Kronika Wydarzeń Bieżących” oraz „Kronika Kościoła Katolickiego na Litwie”.

### Aresztowanie
Został aresztowany 8 grudnia 1974 roku w Wilnie. Postawiono mu zarzut „propagandy i agitacji antyradzieckiej” z art. 70 Kodeksu Karnego RFSRR. Przez siedem lat przebywał w obozach pracy w regionie permskim oraz więzieniu w Czystopolu, kolejne trzy na wewnętrznym zesłaniu na Kołymie. Po powrocie osiedlił się w Kalininie (obecnie Twer).

### Pieriestrojka
W czasie pieriestrojki, zainicjowanej przez Michaiła Gorbaczowa, Kowalowowi pozwolono na powrót do Moskwy, z czego skorzystał w 1986 roku. Kontynuował swoją działalność i założył kilka znaczących organizacji oraz inicjatyw humanitarnych:
- Stowarzyszenie na rzecz obrony praw człowieka „Memoriał” dedykowane pamięci i rehabilitacji ofiar represji politycznych w ZSRR. Siergiej Kowaljow od 1990 był jego wiceprezesem.
- Moskiewski oddział Amnesty International.
- Był członkiem komitetu organizacyjnego Międzynarodowego Seminarium Humanitarnego (1987).
- Brał udział w tworzeniu klubu prasowego „Głasnost”.

W roku 1989 Andriej Sacharow rekomendował go jako współprzewodniczącego Grupy Projektowej Praw Człowieka przy Międzynarodowej Fundacji na Rzecz Przetrwania i Rozwoju Ludzkości – później przemianowanej na Rosyjsko-Amerykańską Grupę Praw Człowieka.

### Rosja postradziecka
Po rozpadzie ZSRR zaangażował się w oficjalną politykę. W styczniu 1991 roku współtworzył Deklarację Praw Człowieka i Obywatela oraz odegrał wiodącą rolę przy opracowaniu jednego z rozdziałów obecnej Konstytucji Rosji pt. „Prawa i Wolności Człowieka i Obywatela”, a także szeregu ustaw federalnych dotyczących tej problematyki.
Od 1990 do 1993 roku był deputowanym do Dumy Państwowej oraz członkiem Prezydium Rady Federacji. Był także Prezesem Prezydenckiej Komisji Praw Człowieka oraz Komisarzem ds. Praw Człowieka w Dumie.
W latach 1993–2003 Kowalow nadal był deputowanym Dumy; od 1996 do 2003 roku jednocześnie członek delegacji rosyjskiej w Zgromadzeniu Parlamentarnym Rady Europy. Od 2004 Współprzewodniczący Rady Biegłych Rewidentów przy Pełnomocniku Praw Człowieka Federacji Rosyjskiej.
W 1993 r. współtworzył ruch, a później partię polityczną pod nazwą Wybór Rosji (Выбор России), przemianowaną następnie na Demokratyczny Wybór Rosji (Демократический выбор России).
Od roku 1994 Siergiej Kowalow, także jako późniejszy doradca Borisa Jelcyna, publicznie sprzeciwiał się militarnemu zaangażowaniu Rosjan w Czeczenii. Z Groznego relacjonował realia I wojny czeczeńskiej. Jego codzienne raporty przekazywane telefonicznie lub za pośrednictwem telewizji, nastawiały rosyjską opinię publiczną przeciw wojnie. W związku z tą działalnością w 1995 został odwołany z placówki decyzją Dumy. W tym samym roku na zlecenie rządu stanął na czele negocjacji z Szamilem Basajewem po opanowaniu Budionnowska, które zakończyły się uwolnieniem ponad tysiąca zakładników. W celu zapewnienia porozumienia, razem z innymi deputowanymi, obrońcami praw człowieka i dziennikarzami był dobrowolnym zakładnikiem oddziału Basajewa.
Należał do otwartych krytyków tendencji autorytarnych w administracjach Borysa Jelcyna i Władimira Putina. W roku 1996 zrezygnował ze stanowiska w prezydenckiej komisji B. Jelcyna. W 2002 zorganizował społeczną komisję dla zbadania okoliczności zamachów bombowych z 1999 roku (Komisja Kowalowa), której prace zostały sparaliżowane po tym, gdy skrytobójczo zamordowano jednego z jej członków, Jurija Szczekoczikina, śmierci innego – Siergieja Juszenkowa, który został otruty talem, oraz aresztowaniu Michaiła Trepaszkina – zajmującego się kwestiami prawnymi organizacji. W kwietniu 2014 roku, w związku z kryzysem krymskim, zaapelował w liście otwartym do społeczności międzynarodowej o powstrzymanie rosyjskiej ekspansji na Ukrainie.
W 2005 r. wystąpił w czteroczęściowym dokumencie telewizyjnym, opowiadającym historię antyradzieckich ruchów dysydenckich pt. Oni wybrali wolność.
Pochowany na Cmentarzu Dońskim w Moskwie.

## Nagrody i wyróżnienia
Był laureatem i posiadaczem licznych nagród oraz tytułów honorowych. Za konsekwentną obronę praw człowieka był nominowany do Pokojowej Nagrody Nobla w latach 1995, 1996 i 2004. Otrzymał ponad 10 wysokich odznaczeń i nagród międzynarodowych, m.in. Legia Honorowa IV klasy, Order Krzyża Ziemi Maryjnej III klasy oraz odznaczenia czeczeńskie, czeskie i litewskie.

### Wyróżnienia w Polsce
- 1995 – Honorowe Obywatelstwo Stołecznego Królewskiego Miasta Krakowa[12]
- 2001 – wyróżniony tytułem Człowieka Roku Gazety Wyborczej. Laudację na cześć laureata wygłosił premier Jerzy Buzek.
- 2008 – wyróżniony Nagrodą Jana Nowaka-Jeziorańskiego.
- 2009 – odznaczony Krzyżem Wielkim Orderu Zasługi Rzeczypospolitej Polskiej[13].
- 2018 – Doktor honoris causa Uniwersytetu Warszawskiego[14].